# John Dickie
John Dickie (Dundee, 1963) è uno storico e conduttore televisivo britannico.

## Biografia
Cresciuto nel Leicestershire, ha studiato alla Loughborough Grammar School e al Pembroke College di Oxford. Ha frequentato l'Università del Sussex e insegna all'UCL dal 1993. Si è specializzato in Italia ed è docente di Studi Italiani presso l'University College di Londra.
È l'autore di molti libri: Darkest Italy. The Nation and Stereotypes of the Mezzogiorno, 1860-1900 (New York, 1999), Cosa Nostra: A History Of The Sicilian Mafia (2004), Delizia! The Epic History of Italians and their Food (2007), Blood Brotherhoods: the Rise of the Italian Mafias (2011) e Mafia Republic: Italy's Criminal Curse. Cosa Nostra, 'Ndrangheta and Camorra from 1946 to the Present (2014). .
Le sue ricerche riguardano la rappresentazione del sud Italia, il nazionalismo italiano e l'identità nazionale, la storia culturale dell'Italia liberale, la criminalità organizzata, la cucina italiana. È stato il presentatore del programma televisivo Mafia Bunker, trasmesso da History Channel.

### Vita privata
Nel 2005 ha sposato l'autrice Sarah Penny ed hanno tre figli.

## Programmi televisivi

### Attore
- Cross and the Gun, regia di Jesus Garces Lambert (2015)

### Sceneggiatore
- Behind the Altar (2017)

### Conduttore
- The Mafia's Secret Bunkers (2013)
- Holy Money (2014)
- De Gustibus - L'epica storia degli italiani a tavola (History, 2016)
- Behind the Altar (2017)